# بي جاي جونز (لاعب كرة قدم)
بي جاي جونز (بالإنجليزية: P. J. Johns)‏ هو لاعب كرة الصالات ‏ ولاعب كرة قدم ومدرب كرة قدم أمريكي في مركز حراسة المرمى، ولد في 7 يونيو 1958 في أوكونوموك في الولايات المتحدة. شارك مع منتخب الولايات المتحدة لكرة الصالات. أما مع النوادي، فقد لعب مع فانكوفر وايتكابس (1974–1984).

## وصلات خارجية
- بي جاي جونز (لاعب كرة قدم) على موقع الاتحاد الدولي (مؤرشف)  (الإنجليزية)